# Filey
Filey är en stad och en civil parish  i North Yorkshire i England. Civil parish har 6 819 invånare (2001).